# 明长城

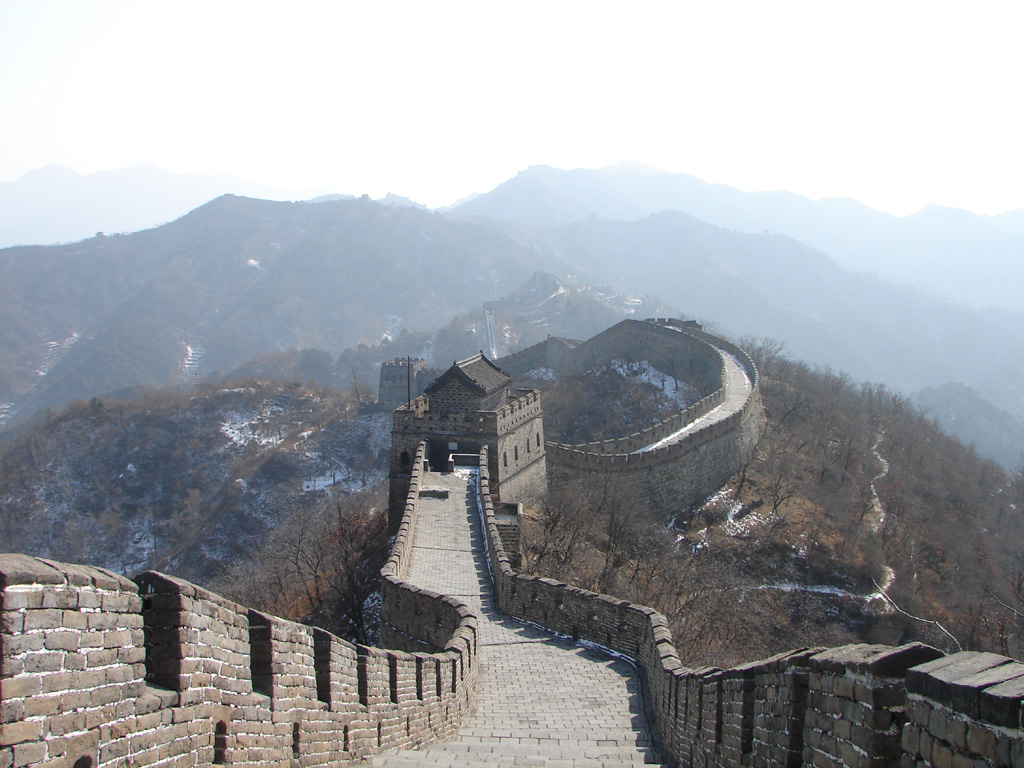
位于北京市怀柔区的慕田峪长城

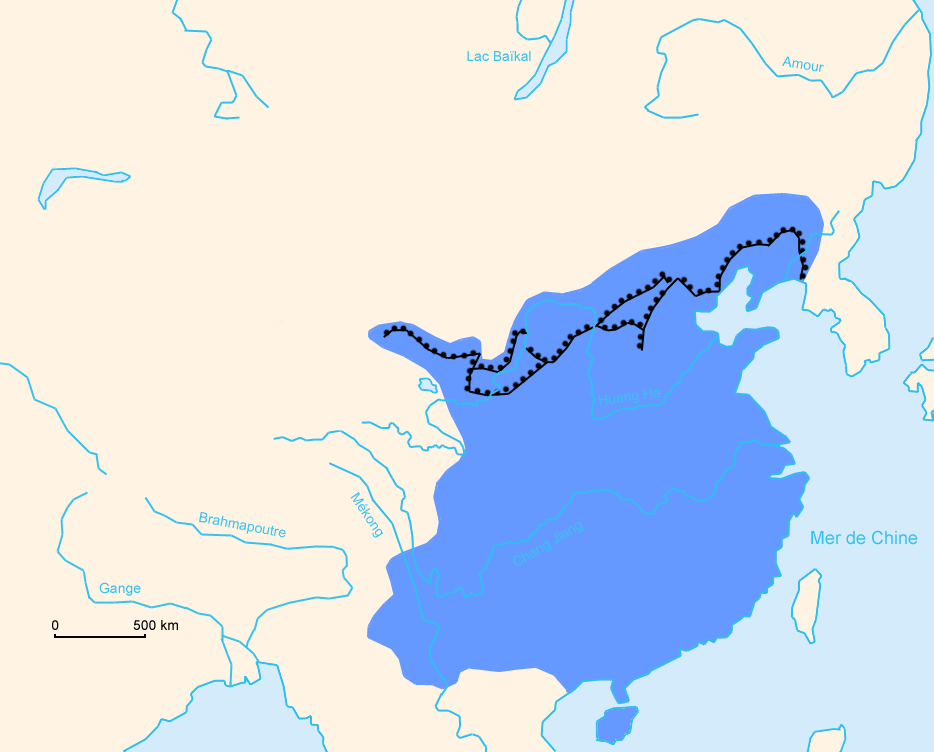
明朝疆域与明长城

明長城，為明朝自洪武至萬曆年間歷時二百餘年所修築之軍事防禦體系，經二十次大規模營建，形成西起甘肅嘉峪關、東抵遼東虎山的連綿邊牆，全長8,851.8公里，為現存規模最完整之長城主體。其建築始於洪武元年（1368年）徐達修繕居庸關等關隘，至隆慶年間戚繼光於薊鎮首創包磚空心敵臺，形成「五里一燧，十里一墩，百里一城」之嚴密防禦網絡。2009年經國家文物局實測確認，明長城東端起點為遼寧丹東虎山，西至嘉峪關，涵蓋人工牆體6,259.6公里、天然險段2,232.5公里及壕塹359.7公里，與埃及金字塔、婆羅浮屠及吳哥窟並稱「東方四大奇觀」。

## 歷史
明太祖朱元璋开始，大修古北口的长城，洪武十四年（1381年）修建老龍頭長城、小河口長城。
明英宗正統七年（1442年）开始，陆续修建辽东镇的辽河西和辽河套一带的长城。
明憲宗成化三年（1467年）辽阳副总兵韩斌负责修建長城。成化十年（1474年）徐廷璋、範瑾督造寧夏河東長城，“自黄沙咀起、至花马池止，长三百八十七里”。夯土長城是明長城的主要部份，夯土墙是以木板作模，内填粘土或灰石，层层用杵夯实修筑成的，每一公尺造價約為一兩銀子。成化十五年（1479年）十一月，筑宁县沿河边墙。
明武宗正德元年（1506年），又筑三十里长城。
明世宗嘉靖十年（1531年）陕西三边总制尚书王琼于内复筑边墙一道。李成梁修建遼鎮長城（九門口長城）。嘉靖二十年（1541年）修“嘉峪关墙一道，南至讨来河十五里，北至石关儿十五里，共三十里。”嘉靖二十三年（1544年），巡抚曾铣在二边以南建造长城。嘉靖三十年（1551年）于北京北部、东部大修长城，至三十四年（1555年）结束。
明穆宗隆慶二年（1568年），戚繼光首創在薊鎮建立包磚長城，加厚城牆，又建空心敵台，能存放兵器火藥，16年內一共建空心敵台1017座。

## 地理分布

### 辽宁
位于辽宁省的明代万里长城，亦称辽东边墙，东起丹东市宽甸鸭绿江畔的虎山，西至辽宁省绥中县锥子山与河北省明长城相接。
- 虎山长城

### 河北
位于河北省的明代万里长城，东起秦皇岛市山海关老龙头，西至河北张家口地区怀安县马市口村进入山西省天镇县界。同时由北京市怀柔区结起一道内长城，经八达岭后进入河北省怀来县，复入北京市门头沟区，然后再进入涿鹿县，至涞源县，由涞源县七亩地村进入山西灵丘县境内。
- 山海关
- 大境门

### 天津
- 黄崖关

### 北京

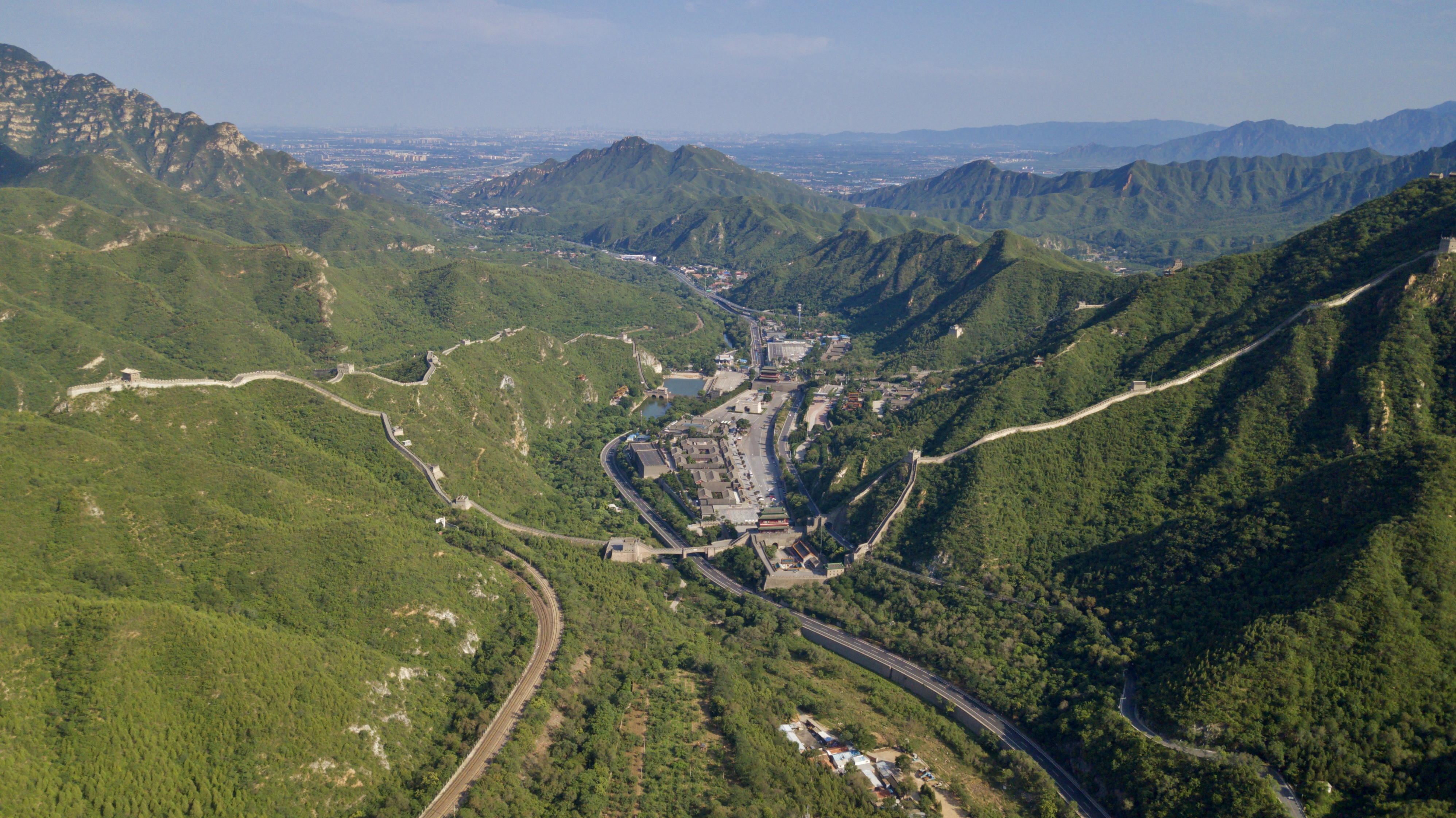
居庸关北侧眺望图，居庸关镇守『太行八陉』中的军都陉。图左侧为燕山，右侧为太行山。居庸关一直为重要的京畿关隘，时至今日，京藏高速、110国道和京张铁路三条交通干线汇聚于此。

北京段明长城由河北蓟县进入北京平谷县彰作关，经密云县到怀柔区北京结地区分为两叉，外线长城向北经延庆四海冶由白河堡附近出北京进入河北赤城县境内，内线长城经昌平、延庆、河北怀来县，复入北京门头沟地区，再从东灵山地区出北京市。北京段明长城在明十三陵外存在多道长城。
- 居庸关

### 山西
- 平型关
- 雁门关
- 娘子关

### 陕西
陝西省長城东起清水营（今陕西府谷县东北），經過府谷縣﹑神木縣﹑榆陽區﹑橫山縣﹑靖邊縣﹑吳起縣﹑定邊縣七縣區。西至花马池（今宁夏盐池县东北）。成化年間由延绥镇巡抚都御史余子俊率领将士4万人历时3月筑成。

### 宁夏

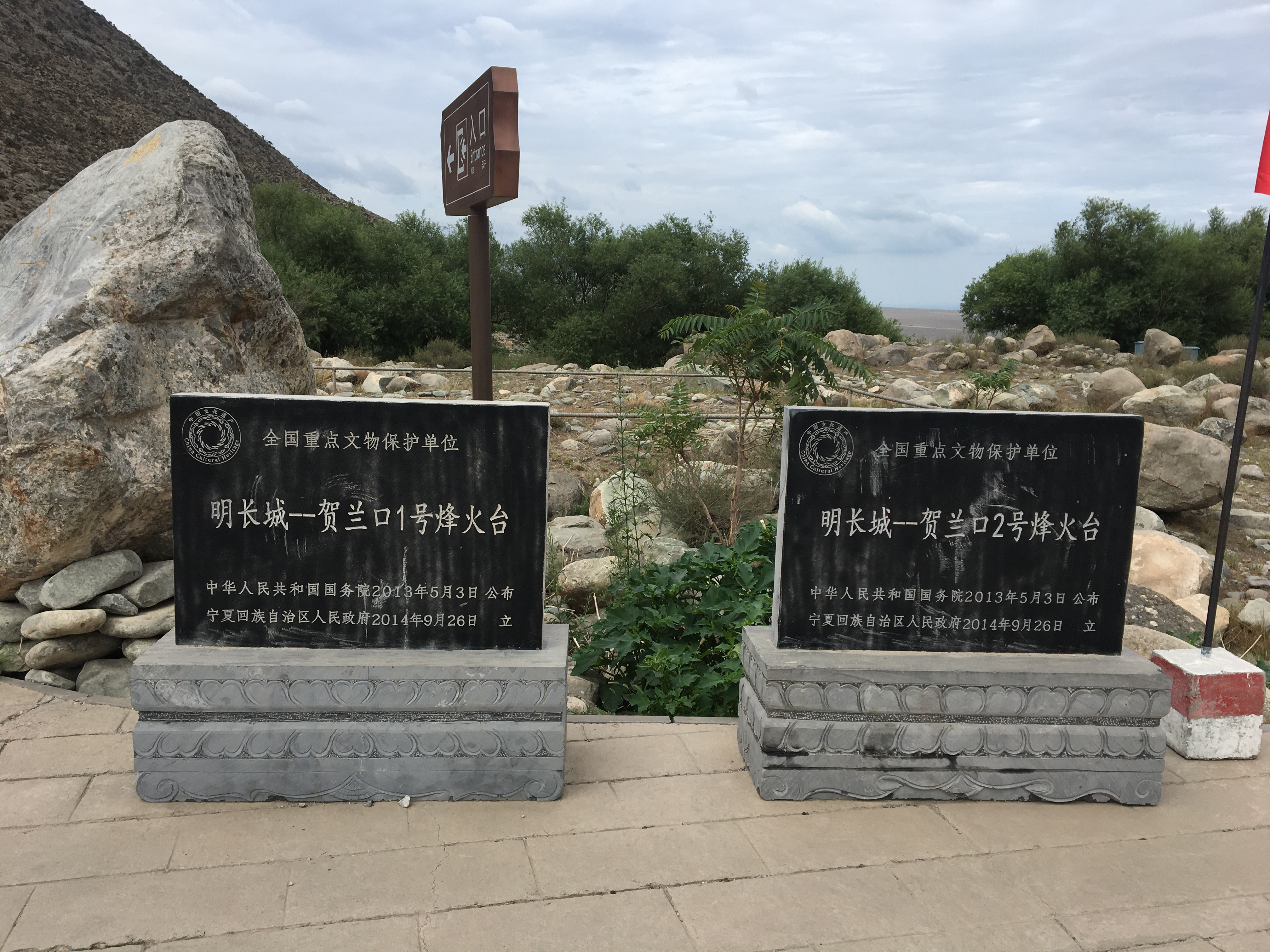
明长城—贺兰山1号、2号烽火台的全国重点文物保护单位标志

宁夏位於黄河河套，自古為兵家必争之地。《读史方舆纪要》称其为“关中之屏蔽，河陇之上噤喉”。寧夏长城位于黄河之东，所以被称为“河东墙”，每隔30里修筑一军堡，每隔60里筑一城。明朝中葉後放弃内蒙古河套平原，退守宁夏。

### 甘肃

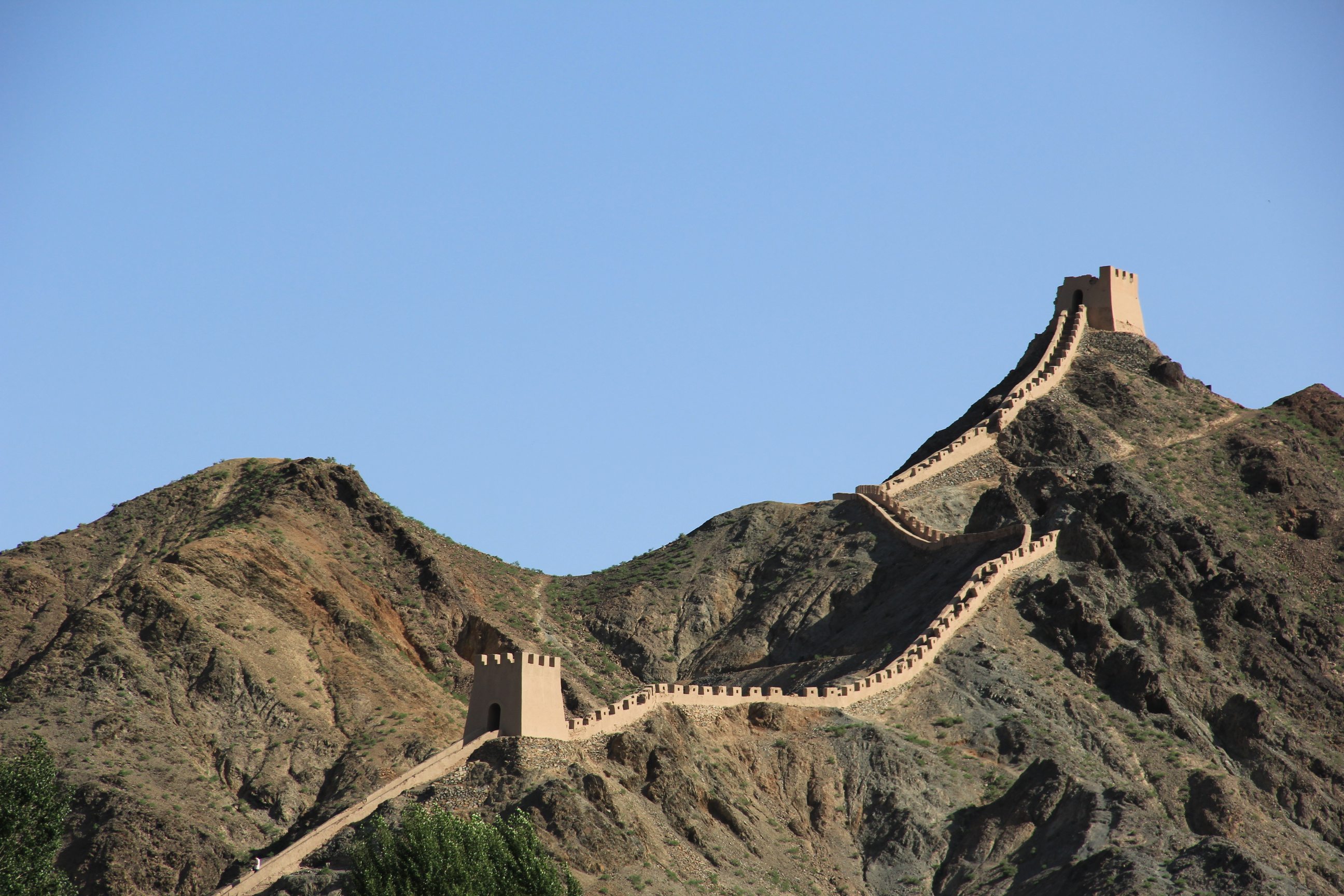
位于甘肃嘉峪关市的一段明长城，又称“悬壁长城”

- 嘉峪关

### 青海
明廷在青海浩門城、門源城、永安城皆修建有長城，长约360公里。至今大都损毁严重。

## 研究書目
- Arthur Waldon著，石雲龍等譯：《長城　從歷史到神話》（南京：江蘇教育出版社，2008）。